# Сторона А і сторона Б
В музичній індустрії сторона А і сторона Б (англ. A-side i B-side) позначає дві сторони грамплатівок та компакт-касет, на якій записувалися сингли з 1950-х років. При цьому на стороні A записували основний твір, а на стороні B (звана також англ. flipside) записували твір менш популярний (часто навіть відсутній у альбомах).

## Історія
Найперші 10-дюймові платівки були односторонніми. Двосторонні диски з однією піснею на кожній стороні були введені в Європі лейблом Columbia Records і наприкінці 1910 року стали нормою, як в Європі, так і в США. До 1930-х років пісні не класифікували за популярністю, тому розділення на сторони А і Б не мало значення.
У 1948 році Columbia Records випустила 10 — і 12-дюймові LP, а його суперник — RCA Records — наступного року випустила 7-дюймові плити, зі швидкістю обертання 45 (замість 78) обертів на хвилину. На початку 50-х, з поширенням вінілових дисків, вироблених з полівінілхлориду (ПВХ), став популярним термін «сингл». Відсутність чіткого розмежування на сторони А і Б змушувало музикантів записувати «двосторонні хіти», де дві пісні займали однаково високі позиції в чартах.
Із часом підхід до запису сторін змінився. Коли 45-оборотні диски стали домінувати на ринку, звукозаписні компанії стали пропагувати доріжки зі сторони А. У 1968 році кількість зареєстрованих альбомів перевищила виробництво сигнлів, і сторони B стали місцем для пісень, що не потрапляли до альбомів, або записували інструментальні треки. На початку 90-х «Двосторонні хіти» стали бібліографічною рідкістю.
Із розвитком касет і компакт-дисків наприкінці 1980-х поділ на сторони поступово зникає. Спочатку випускалися касетні сингли з однією піснею на кожній стороні, але потім, все-таки, на більшості касет стали записувати по кілька пісень (максі-сингли, або LP) В момент витіснення касет компакт-дисками поділ на сторони практично зник, залишаючись лише у свідомості слухачів; термін сторона Б вживається хіба для окреслення додаткових («бонусних») творів.

## Значення
Твори, видані на сторонах Б можна поділити на кілька груп:
- Інша версія сторони A (напр. інструментальна, a cappella, концертна, акустична, ремікс, або іншою мовою)
- інший твір з того ж альбому, який не планується видавати окремим синглом.
- твір визнано занадто слабким, щоб потрапити до альбому
- твір стилістично не вписується в альбом
- твір закінчено після видання альбому
- кавер відомої пісні
- інша версія твору з альбому

У 1960-х — 1970-їх роках в таких напрямках, як соул, фанк та R&B було властиво поділяти твори на дві частини, які потім записувалися на дві сторони платівки. Наприклад, такими були «Shout» гурту Isley Brothers, ряд записів Джеймса Брауна, в тому числі «Papa's Got a Brand New Bag», «Say It Loud – I’m Black and I’m Proud» i «Mother Popcorn».
Коли для обох сторін платівки була встановлена рівна відсоткова ставка відрахувань авторських прав, деякі композитори поміщали свої твори на сторонах B відомих артистів, отримуючи таким чином значний дохід. Така діяльність отримала назву «фліпсайдового шахрайства» (англ. flipside racket).
У низці випадків сторона B ставала популярнішою за сторону A, зокрема:
- ABBA: «Eagle» / «Thank You for the Music»
- Jimmy Dean: «I Won't Go Huntin' with You Jake» / «Big Bad John»
- The Who: «Dogs» / «Call Me Lightning»
- Deee-Lite: «What Is Love?» / «Groove Is in the Heart»
- Frankie Ford: «Roberta» / «Sea Cruise»
- Ґлорія Ґейнор: «Substitute» / «I Will Survive»
- Білл Гейлі & His Comets: «Thirteen Women» / «Rock Around the Clock»
- Bob Lind: «Cheryl's Goin' Home» / «Elusive Butterfly»
- Мадонна: «Angel» / «Into the Groove»
- Пол Маккартні: «Coming Up»/«Coming Up (Live in Glasgow)»
- Nelly: «Flap Ya Wings» / «My Place»
- Pink Floyd: «Point Me at the Sky» / «Careful with That Axe, Eugene»
- Righteous Brothers: «Stuck on You» / «Unchained Melody»
- The Rolling Stones: «Let's Spend the Night Together» / «Ruby Tuesday»
- Род Стюарт: «Reason to Believe» / «Maggie May»
- The Spinners: «How Could I Let You Get Away» / «I'll Be Around»
- The Stone Roses: «What the World Is Waiting For» / «Fools Gold»
- Gene Vincent: «Woman Love» / «Be-Bop-A-Lula»
- The Five Satins: «The Jones Girl» / «In the Still of the Nite»
- Bobbie Gentry: «Mississippi Delta» / «Ode to Billie Joe»
- U2: «A Celebration» / «Trash, Trampoline and the Party Girl» (відомий також як «Party Girl»)

Іноді обидві сторони ставали хітами:
- Queen: «We Are the Champions» / «We Will Rock You» (на радіостанціях часто звучить як один твір)
- Роббі Вільямс: «Eternity / Road to Mandalay»
- The Beatles: «Penny Lane» / «Strawberry Fields Forever»
- Boney M: «Rivers of Babylon» / «Brown Girl in the Ring»
- Cream: «Strange Brew» / «Tales of Brave Ulysses»
- Кароль Кінг: «It's Too Late» / «I Feel the Earth Move»
- Фетс Доміно: «I Wanna Walk You Home» / «Walking to New Orleans» (co najmniej 22 single Domino zawierały strony A i B sklasyfikowane na listach, co daje łącznie 44 piosenki)
- Елвіс Преслі: «Don't Be Cruel» / «Hound Dog»
- Kiss: «Detroit Rock City» / «Beth»
- Пола Абдул: «Straight Up» / «Cold Hearted»
- Daddy Cool: «Eagle Rock» / «Bom Bom»
- Deftones: «Pink Maggit» / «Back to School (Mini Maggit)»
- Pearl Jam: «Jeremy» / «Yellow Ledbetter»